# Toussus-le-Noble
Toussus-le-Noble é uma comuna francesa na região administrativa da Île-de-France, no departamento de Yvelines. A comuna possui 1 207 habitantes segundo o censo de 2018.